# Thirteen
Thirteen (stilizirano Th1rt3en) trinaesti je studijski album američkog thrash metal sastava Megadeth. Diskografska kuća Roadrunner Records objavila ga je 1. studenog 2011., iako je u Japanu bio dostupan već 26. listopada 2011. godine. Thirteen je prvi Megadethov studijski album od The World Needs a Heroa (iz 2001. godine) na kojem se pojavio basist i osnivač David Ellefson, koji se vratio grupi 2010. godine. Thirteen se našao na 11. mjestu ljestvice Billboard 200 i u prvom je tjednu objave bio prodan u 42.000 primjeraka. Ušao je i u top 20 raznih ostalih ljestvica. Do prosinca 2012. godine bio je prodan u 120.000 primjeraka u SAD-u. Uglavnom je dobio pozitivne kritike.
Bio je objavljen nakon uspješnog Endgamea, koji je izišao dvije godine ranije, te je bio snimljen koncem proljeća 2011. godine. Osim što je za uradak skladala novi materijal, grupa je odlučila preraditi i objaviti nekolicinu starijih pjesama, od kojih su neke prethodno bile objavljene kao demouradci ili bonus skladbe. K tome, nekoliko je pjesama trebalo činiti glazbu raznih videoigara, primjerice "Sudden Death", koja se 2010. godine pojavila u videoigri Guitar Hero: Warriors of Rock.
Glavni singl s Thirteen bila je pjesma "Public Enemy No. 1", nadahnuta pričom o Alu Caponeu. Mjesec dana kasnije bio je objavljen i singl "Whose Life (Is It Anyways?)". "Sudden Death" bio je objavljen kaon singl prije najave Thirteena i služio je za promidžbu videoigre Guitar Hero: Warriors of Rock, ali je naknadno bio uvršten u album. Sve su tri pjesme bile nominirane za nagradu Grammy u kategoriji "najbolja metal izvedba" ili "najbolja hard rock/metal izvedba".

## Skladanje, snimanje i naslovnica
Raspravljajući o uspjehu Megadethova albuma Endgame (iz 2009.) u srpnju 2010. godine bubnjar Shawn Drover otkrio je da su članovi sastava počeli razmišljati o novom albumu i da su počeli raditi na "nekoliko ideja". U kasnijem je intervjuu frontmen i gitarist Dave Mustaine izjavio da će album sadržavati pjesme koje je skladao tijekom svoje ranije karijere i novije skladbe koje je napisao za album.
Mustaine je potvrdio da će se snimanje odvijati u Megadethovom vlastitom studiju Vic's Garage u Kaliforniji. Producent je bio Johnny K jer Andy Sneap, producent prijašnjih dvaju Megadethovih albuma, nije bio dostupan zbog problema s rasporedom. Mustaine je potom otkrio da će ime albuma biti Thirteen i da će se na njemu pojaviti prethodno objavljene pjesme kao što su "Sudden Death" i "Never Dead".
U intervjuu održanom prije nastupa u Aucklandu na Novom Zelandu Mustaine je spomenuo da je tada nadolazeći album bio posljednji dogovoren u ugovoru s Roadrunner Recordsom i dodao je da je Roadrunner skupini pokušao dati "odlični novi ugovor". Međutim, Mustaine je izjavio da ga je ta diskografska kuća razočarala: "Već nekoliko godina loše postupaju s nama i dosta mi je toga". Komentirao je da bi radije raspustio sastav nego "nastavio nastupati pod takvim uvjetima". Međutim, napomenuo je da će novi Megadethov album biti "odličan" i da su pjesme "doista dobre".
U intervjuu održanom u prosincu 2010. godine basist David Ellefson (koji se vratio skupini ranije te godine) komentirao je da "postoje neke ideje koje počinjemo individualno skladati", ali je dodao da grupa neće otići u studio do 2011. godine. Ellefson je također nagađao da bi album mogao biti nadahnut Megadethovim tada nedavnim koncertnim izvedbama cijelog albuma Rust in Peace (iz 1990. godine).
Mustaine je u početku komentirao da je album počeo postojati "sličniji Endgameu", ali je kasnije rekao da je zapravo "drugačiji, potpuno drugačiji, ne zvuči kao išta što smo prije napravili jer je zvuk gitare drugačiji, zvuči vrlo moderno". Usporedio je zvuk s "vrlo starim klasičnim Sabbathom s malo modernog duha u stilu Queens of the Stone Agea."
U srpnju 2011. godine Ellefson je komentirao da je album bio spreman za miksanje. Na upit može li se usporediti s bilo kojim prethodnim Megadethovim albumom rekao je da uradak "pomalo sliči Countdown to Extinctionu", ali je dodao da to ovisi o tome kako će album biti miksan. Također je najavio da je sastav razmišljao o raznim imenima za album, ali da datum njegove objave još nije bio dogovoren.
Chris Broderick usporedio je neke dijelove uratka s albumima Peace Sells... but Who's Buying? (iz 1986.), Rust in Peace i Countdown to Extinction (iz 1992.), ali je i komentirao: "To je zapravo vrlo raznolik CD. Nije to jedan od onih albuma kod kojih kad ih slušate svaka pjesma zvuči poput prethodne. Ima sve, od himni i pjesama prikladnih za radio do žestokog thrasha i fora mračnih stvari." U kasnijem je intervjuu opet naglasio raznolikost skladbi na albumu, istaknuvši da "se čini kao da se sastoji od dijelova svakog prethodnog CD-a u Megadethovoj diskografiji".
Godine 2011. bilo je objavljeno da će se nova skladba, "Never Dead", pojaviti u promidžbenom traileru za Konamijevu tada nadolazeću videoigru NeverDead, čime je to postalo treći put u pet godina da je sastav novom pjesmom pridonio promidžbi neke videoigre (u prethodna dva slučaja skupina je prvo 2006. godine objavila pjesmu "Gears of War" kako bi podržala videoigru Gears of War, dok je 2010. njezina pjesma "Sudden Death" bila uvrštena u videoigru Guitar Hero: Warriors of Rock). Za "Sudden Death", koja je izvorno bila snimljena za serijal Guitar Hero, kasnije je bilo potvrđeno da će se pojaviti i na Thirteenu.
Naslovnicu je dizajnirao John Lorenzi, koji je pridonio naslovnicama na prethodnim dvama Megadethovim albumima, Endgameu i United Abominationsu (iz 2007. godine). Bilo je objavljeno da će ime albuma biti 13, što je Mustaine ovako komentirao: "S trinaest godina počeo sam svirati gitaru, ovo je naš trinaesti album, a bio sam i rođen trinaestoga u mjesecu. Čim sam rekao da ću ga nazvati '13', posvuda sam počeo vidjeti trinaestice. Hoteli nikad prije nisu imali trinaesti kat, ali sad ga imaju." Dan kasnije skupina je otkrila da će ime zapravo biti "Th1rt3en" a ne 13. Drover je u naknadnom intervjuu rekao da je "Th1rt3en" izvorno bio privremeni naziv za album dok su ga snimali. Naslovnica i popis pjesama bili su otkriveni 7. rujna 2011. godine.
Prema Daveu Mustaineu sastav su zadesile mnoge nesreće i čudne pojave. Zapamtivši poveznicu s nesretnim brojem 13 u intervjuu s časopisom Terrorizer Mustaine je komentirao: "Ovo je naš trinaesti studijski album i već su nam se dogodile mnoge čudne stvari. Problemi s autom, stvari koje nestaju, a tip koji je radio za mene, koji je bio veliki čistunac, počeo se drogirati i potom je nestao... Ali uzbuđen sam zbog tog albuma!" K tome, Mustaine je na Twitteru izjavio da se producent Johnny K "iznenada razbolio" i da je skupina nakratko prestala snimati. Međutim, sastav je nastavio sa snimanjem nekoliko dana kasnije jer je K u međuvremenu ozdravio. U intervjuu Drover je izjavio da se ništa čudno nije dogodilo sve dok nije snimio bubnjeve za album.
No Mustaine je kasnije protuslovio svojim prethodnim izjavama: "Imali smo mnogo sreće. Snimili smo taj album… u rekordnom vremenu". Osim toga, umjesto da ga brine praznovjerje vezano uz broj 13, Mustaine se više bojao da je loš predznak to što će album biti objavljen 1. studenog; pritom je mislio na vrijeme oko objave albuma Youthanasia (koji je bio objavljen na isti datum 1994. godine), kad je grupi bilo "zabranjeno" pojavljivanje na MTV-ju zbog toga što je u jednoj emisiji odsvirala tada novu pjesmu "À Tout le Monde", za koju je MTV mislio da govori o samoubojstvu.

## Objava i promidžba
Mustaine je izjavio da će album u Sjevernoj Americi biti objavljen 1. studenog 2011. godine. Prije toga je komentirao da diskografska kuća "planira [objaviti album] 1. studenog. Ne znam hoće li album biti objavljen 1. ili 31. jer žele da za taj uradak negdje održimo koncert." Taj je nastup koji je Mustaine spomenuo na koncu bio koncert u emisiji Jimmy Kimmel Live! koji se održao 31. listopada 2011. godine. Članovi sastava nastupali su u maskirani (jer je bila Noć vještica) i odsvirali pjesme "Public Enemy No. 1" i "Symphony of Destruction", od kojih je prijašnja bila prikazana na televiziji. Album je u Japanu bio objavljen 26. listopada 2011. godine.
Kako bi zainteresirao javnost za tada nadolazeći album, Mustaine se 14. listopada 2011. pojavio u radijskoj emisiji Full Metal Jackie, u kojoj je održao premijeru nove skladbe s Thirteena, "Whose Life (Is This Anyways?)". U razdoblju od 24 sata, od 17. do 18. listopada 2011. godine, skladbu se besplatno moglo preuzeti sa službene stranice sastava na Facebooku. Semplovi svih pjesama s albuma 17. su listopada postali dostupni za direktno slušanje na web-stranici Amazon.com. Mustaine se usto 7. studenog pojavio u radijskoj emisiji Rockline.

## Skladbe
Mustaine je izjavio da je za album bilo napisano trinaest pjesama, ali da je izvorno bilo ugovoreno samo njih dvanaest (od kojih je jedna trebala biti bonus skladba isključivo za japansko tržište). Međutim, kasnije je bilo najavljeno da će se na albumu nalaziti 13 pjesama. Nekoliko skladbi na albumu skupina je prethodno snimila na različite načine, no većinu albuma ipak čine nove pjesme.

### Prerađene starije skladbe
"Sudden Death", "New World Order", "Black Swan" i "Millennium of the Blind" bile su prethodno objavljene u različitim ili nepotpunim inačicama, pojavile su se kao bonus skladbe odnosno bile su korištene za različite projekte. "Sudden Death" izvorno je bila skladana za glazbenu videoigru Guitar Hero: Warriors of Rock iz 2010. godine. Na iTunesu je u rujnu 2010. godine bila objavljena kao digitalni singl.
"New World Order" izvorno je bila skladana tijekom turneje Clash of the Titans Tour 1991. godine, ali ranije inačice te pjesme nisu bile objavljene nekoliko godina. Prva dovršena verzija pojavila se na glazbenom CD-u videoigre Duke Nukem 1999. godine, dok se demo pojavio 2004. godine kao bonus pjesma na remiksanoj i remasteriranoj inačici albuma Youthanasia. Ellefson je komentirao da je Shawn Drover inzistirao da se pjesmu ponovo snimi i da je (s obzirom na prethodne inačice pjesme) Mustaine "ažurirao neke dijelove i učinio ih žešćima." Međutim, Drover je rekao da je ponovno snimanje "New World Ordera" zapravo bila Mustaineova ideja, ali da ju je snažno podržao.
"Black Swan" prvi se put pojavila kao bonus skladba na posebnim inačicama albuma United Abominations. Ellefson je komentirao da je Johnny K predložio da se "Black Swan" dovrši i uvrsti na Thirteen. Ellefson je nadodao da pjesma nema nikakve veze s istoimenim filmom iz 2010. godine jer je bila skladana nekoliko godina prije nego što je bio objavljen; tekst te pjesme nadahnuo je roman Veliki razvod C. S. Lewisa. Radi promocije albuma pjesma je 24. listopada 2011. godine bila objavljena na službenom YouTube kanalu Hot Topic.
Ellefson je komentirao da je "Millennium of the Blind" izvorno nastala 1991. godine i da je za nju bio snimljen demo; njezina inačica kasnije se pojavila kao bonus skladba na remiksanoj i remasteriranoj inačici albuma Youthanasia iz 2004. godine. U knjižici te inačice albuma Mustaine je izjavio da ga "Millennium of the Blind" strašno podsjeća na jednu drugu pjesmu na kojoj je radio, "Absolution" (koja će kasnije postati dio pjesme "Trust" s Cryptic Writingsa). Dodao je da je napisao njezin tekst nakon što je pogledao film Gorštak. Ellefson je objasnio da su Johnny K i Mustaine zajedno dovršili pjesmu za Thirteen.

### Nove skladbe
Megadeth je 4. srpnja 2011. na koncertu u Hamburgu, Njemačkoj prvi put odsvirao novu pjesmu "Public Enemy No. 1". Prema Mustaineovim je riječima "Public Enemy No. 1" govori o Alu Caponeu, gangsteru iz 1920-ih. Ellefson je u intervjuu otkrio da će ta pjesma biti objavljena kao singl. Kako bi podržala singl, grupa je objavila glazbeni spot s motivima iz vesterna koji je prikazivao njezine članove i životinje. Bio je objavljen 4. studenog 2011. godine.
"Whose Life (Is It Anyways?)" prvi je put bila reproducirana na radijskoj emisiji Full Metal Jackie kad se između 14. i 16. listopada 2011. na njoj pojavio Dave Mustaine. Pjesma je 17. listopada na ograničeno vrijeme postala dostupna za besplatno preuzimanje na službenoj Megadethovoj stranici na Facebooku. Spot s tekstom pjesme bio je objavljen u ožujku 2012. godine.
"Never Dead" bila je napisana za NeverDead, akcijsku i fantastičku videoigru iz trećeg lica. Radi promidžbe albuma Roadrunner Records objavio je pjesmu 21. rujna 2011. godine na svojem kanalu na YouTubeu.
U intervjuu u rujnu 2011. godine Ellefson je komentirao nekolicinu ostalih pjesama. Izjavio je da je naslovna skladba "teatralna" i usporedio ju je s pjesmom "In My Darkest Hour" s albuma So Far, So Good... So What! (iz 1988. godine). Rekao je da je "13" pjesma koja "sažima razvoj Megadetha kao skupine". Za "Deadly Nightshade" spomenuo je da je njezin glavni rif "nastao tijekom rada na Youthanasiji ili Cryptic Writingsu [iz 1997. godine]. Postoji već neko vrijeme."

## Popis pjesama
| 1.    | »Sudden Death«                | Dave Mustaine        | Mustaine                                 | 5:07 |
| 2.    | »Public Enemy No. 1«          | Mustaine, Johnny K   | Mustaine, Johnny K                       | 4:15 |
| 3.    | »Whose Life (Is It Anyways?)« | Mustaine             | Mustaine                                 | 3:50 |
| 4.    | »We the People«               | Mustaine, Johnny K   | Mustaine, Johnny K                       | 4:33 |
| 5.    | »Guns, Drugs, & Money«        | Mustaine, Johnny K   | Mustaine, Johnny K                       | 4:19 |
| 6.    | »Never Dead«                  | Mustaine             | Mustaine                                 | 4:32 |
| 7.    | »New World Order«             | Mustaine, Nick Menza | Mustaine, David Ellefson, Marty Friedman | 3:56 |
| 8.    | »Fast Lane«                   | Mustaine, Johnny K   | Mustaine, Johnny K                       | 4:04 |
| 9.    | »Black Swan«                  | Mustaine             | Mustaine                                 | 4:10 |
| 10.   | »Wrecker«                     | Mustaine             | Mustaine                                 | 3:51 |
| 11.   | »Millennium of the Blind«     | Mustaine, Johnny K   | Mustaine, Friedman, Johnny K             | 4:15 |
| 12.   | »Deadly Nightshade«           | Mustaine             | Mustaine                                 | 4:55 |
| 13.   | »13«                          | Mustaine, Johnny K   | Mustaine, Johnny K                       | 5:49 |
| 57:36 |                               |                      |                                          |      |

## Recenzije
Thirteen je uglavnom dobio pozitivne kritike i prosječna ocjena albuma iznosi oko 7/10. U recenziji za AllMusic James Christopher Monger izjavio je da je album "mračniji, žešći i neposredniji od Endgamea iz 2009. godine" i dodao da, iako su Mustaineovi vokali glasniji na miksu tog albuma, "njegovi hitri prsti i dalje mogu prizvati mrtve." Sputnikmusicov Mike Stagno napisao je da osim tekstova pjesama Thirteen nema većih nedostataka.
Prema Kevinu Stewart-Panku iz Rock Sounda glazbeni stil albuma "balansira između klasičnih thrash pjesama i sentimentalnog himničnog rocka". Pohvalio je "brze gitarističke dionice i Mustaineov režeći glas". Carla Gillis iz Nowa opisala je uradak kao "thrashast, ljut i vrlo melodičan, kao i najbolje pjesme iz doba Peace Sellsa". Izjavila je da album nije "besprijekoran", ali da Mustaineovi vokali i gitarističke dionice "nikad ne dosađuju". Dom Lawson, pišući za The Guardian, komentirao je da Megadethova glazba tijekom godina "nije popustila u intenzitetu, strasti ili bijesu". Svoju je recenziju završio rekavši da je Thirteen "prava gozba odličnih najsuvremenijih metal pjesama". Chris Colgan iz PopMattersa slično je reagirao na Thirteen i nazvao ga "posljednjim u nizu [Megadethovih] odlično skladanih i odsviranih albuma". Colgan je kasnije dodao da "Mustaine i njegove kohorte i dalje stvaraju izvrsnu glazbu te da klasični thrash i dalje čine relevantnim u metal kulturi".  Heather McDaid iz časopisa This Is Fake DIY spomenula je da album čini "dobri stari klasični heavy metal u svoj svojoj gruboj i pripravnoj slavi".
Ipak, nisu sve kritike bile pozitivne. Neila Arnolda iz Metal Forcesa razočarao je glazbeni stil uratka jer je smatrao da se Mustaine "vratio jednostavnijem i umjerenijem zvuku". U kraćoj recenziji za Spin Jon Young komentirao je nekoliko pjesama na albumu i izjavio da su "Public Enemy No. 1" i "Guns, Drugs, & Money" po žanru "obmanjujuće melodičan hard rock koji je vrlo blizak ranim klasicima Alicea Coopera", ali je napomenuo i da pjesme jednako tako nemaju smisla za humor. Međutim, Young je spomenuo da bi "We the People" trebala biti na CD-u "glazbe za apokalipsu". BBC Musicov Ian Winwood rekao je da je album "nezanimljiv. Nije loš album, ali nije onaj koji se pamti". Ipak, za "Sudden Death" rekao je da je "odlična".

### Komercijalni uspjeh
Thirteen se našao na 11. mjestu ljestvice Billboard 200 jer je u prvom tjednu objave u SAD-u bio prodan u 42.000 primjeraka. To je označilo blagi neuspjeh u usporedbi s prvotjednom prodajom i položajem na ljestvici prethhodnika Endgame, koji je bio prodan u oko 45.000 primjeraka te se našao na 9. mjestu. U drugom je tjednu bilo prodano dodatnih 10.780 primjeraka i album se na Billboardu 200 spustio na 53. mjesto. Album je bio slično uspješan u Australiji i Novom Zelandu (gdje je zauzeo 13. mjesto), dok je na japanskoj ljestvici dosegao 11. mjesto. U drugim državama album nije uspio ući u top 20. Do prosinca 2012. godine Thirteen je u SAD-u bio prodan u 120.000 primjeraka.

### Nominacije za Grammy
Tri pjesme s albuma bile su nominirane za nagradu Grammy. "Sudden Death" bila je nominirana u kategoriji "najbolja metal izvedba" na dodjeli nagrada Grammy 2011. godine, ali je tu nagradu na koncu dobio Iron Maiden za svoju pjesmu "El Dorado". "Public Enemy No. 1" iduće je godine bila nominirana u kategoriji "najbolje hard rock/metal izvedbe", ali je u toj kategoriji na koncu pobijedio Foo Fighters sa skladbom "Wasting Light|White Limo". "Whose Life (Is This Anyways?)" bila je nominirana u istoj kategoriji na dodjeli nagrada Grammy 2013. godine, ali je taj Grammy dobio Halestorm za "Love Bites (So Do I)".

## Zasluge
| Megadeth - David Ellefson – bas-gitara, prateći vokali - Dave Mustaine – vokali, gitara, produkcija, inženjer zvuka - Shawn Drover – bubnjevi, udaraljke, prateći vokali - Chris Broderick – gitara, prateći vokali Dodatni glazbenici - Chris Rodriguez – prateći vokali | Ostalo osoblje - John Lorenzi – naslovnica, ilustracije - Matt Dougherty – miksanje, digitalno uređivanje - Andy Sneap – inženjer zvuka - Ken Eisennagel – inženjer zvuka - Zachary Coleman – inženjer zvuka - Ted Jensen – mastering - Johnny K – produkcija, snimanje, inženjer zvuka, miksanje |

## Ljestvice
| Ljestvica (2011.)                               | Najviša pozicija |
| ----------------------------------------------- | ---------------- |
| Australija                                      | 13               |
| Belgija                                         | 83               |
| Mađarska                                        | 24               |
| Irska                                           | 43               |
| Oriconova ljestvica albuma (Japan)              | 11               |
| Oriconova ljestvica međunarodnih albuma (Japan) | 4                |
| Nizozemska                                      | 42               |
| Novi Zeland                                     | 13               |
| Norveška                                        | 32               |
| Poljska                                         | 26               |
| Ujedinjeno Kraljevstvo                          | 34               |
| US Billboard 200                                | 11               |